# Drakkar Klose
Drakkar Donta Klose, född 9 mars 1988 i Kalamazoo, är en amerikansk MMA-utövare som sedan 2017 tävlar i organisationen Ultimate Fighting Championship.